# Jonathan Midol
Jonathan Midol (ur. 13 stycznia 1988 w Annecy) – francuski narciarz dowolny specjalizujący się w skicrossie. W 2014 roku wywalczył brązowy medal na igrzyskach olimpijskich w Soczi, gdzie wyprzedzili go tylko dwaj rodacy: Jean Frédéric Chapuis i Arnaud Bovolenta. Był też między innymi jedenasty na mistrzostwach świata w Kreischbergu w 2015 roku. Najlepsze wyniki w Pucharze Świata osiągnął w sezonie 2018/2019, kiedy to zajął 40. miejsce w klasyfikacji generalnej, a w klasyfikacji skicrossu był siódmy.
Jonathan jest starszym bratem Bastiena Midola, który również uprawia skicross.

## Osiągnięcia

### Igrzyska olimpijskie
| Miejsce | Dzień     | Rok  | Miejscowość | Konkurencja | Zwycięzca             |
| ------- | --------- | ---- | ----------- | ----------- | --------------------- |
| 3.      | 20 lutego | 2014 | Soczi       | Skicross    | Jean Frédéric Chapuis |

### Mistrzostwa świata
| Miejsce | Dzień       | Rok  | Miejscowość | Konkurencja | Zwycięzca             |
| ------- | ----------- | ---- | ----------- | ----------- | --------------------- |
| 51.     | 10 marca    | 2013 | Voss        | Skicross    | Jean Frédéric Chapuis |
| 11.     | 21 stycznia | 2015 | Kreischberg | Skicross    | Filip Flisar          |
| 22.     | 2 lutego    | 2019 | Solitude    | Skicross    | François Place        |
| 11.     | 13 lutego   | 2021 | Idre Fjäll  | Skicross    | Alex Fiva             |

### Puchar Świata

#### Miejsca w klasyfikacji generalnej
- sezon 2011/2012: 203.
- sezon 2012/2013: 63.
- sezon 2013/2014: 58.
- sezon 2014/2015: 45.
- sezon 2015/2016: 88.
- sezon 2016/2017: 115.
- sezon 2017/2018: 222.
- sezon 2018/2019: 40.
- sezon 2019/2020: 52.

Od sezonu 2020/2021 klasyfikacja skicrossu zastąpiła klasyfikację generalną.
- sezon 2020/2021: 8.

#### Miejsca na podium w zawodach
1. Åre – 15 marca 2014 (skicross) – 2. miejsce
2. Val Thorens – 10 stycznia 2015 (skicross) – 2. miejsce
3. Innichen – 21 grudnia 2018 (skicross) – 1. miejsce
4. Innichen – 22 grudnia 2018 (skicross) – 3. miejsce
5. Innichen – 20 grudnia 2019 (skicross) – 3. miejsce
6. Val Thorens – 20 grudnia 2020 (skicross) – 1. miejsce
7. Veysonnaz – 21 marca 2021 (skicross) – 2. miejsce